# Arhopala duessa
Arhopala duessa är en fjärilsart som beskrevs av William Doherty 1889. Arhopala duessa ingår i släktet Arhopala och familjen juvelvingar. Inga underarter finns listade i Catalogue of Life.